# A can che lecca cenere non gli fidar farina
A can che lecca cenere non gli fidar farina è un'opera teatrale in versi di Giuseppe Giacosa. Venne rappresentata per la prima volta al Teatro Gerbino di Torino il 16 ottobre 1872 dalla compagnia Bellotti Bon.
Il lavoro è dedicato «a Giovanni Camerana».

## Trama
La vicenda ha luogo in una villa della signora Emilia.
Alfredo è ospite della cugina Emilia. Scherzano tra loro su un presunto corteggiamento di Alfredo ad Emilia, poi la donna chiede al cugino di aiutarla per una questione sentimentale legata alla nipote Bianca. Il generale Fulgenzi l'ha chiesta in sposa per il figlio Roberto, Emilia sarebbe d'accordo ma vede Bianca perduta in romanticherie e teme che nonostante i soli sedici anni sia innamorata di qualcun altro. Emilia vorrebbe esplorare i sentimenti della nipote ma le manca la forza e chiede ad Alfredo di farlo per lei.
Alfredo, che ha un ricordo di Bianca poco più che bambina, acconsente, ma capisce che Emilia intende liberarsi di Bianca per potersi poi sposare ella stessa. Quando Alfredo e Bianca riescono a rimanere soli, la ragazza dice di sapere della richiesta del generale, ma non vuole esprimere i suoi sentimenti e scherza sul possibile interessamento di Emilia per Alfredo. Alfredo, ammirato dall'innocenza di Bianca, le dà un bacio.
Intanto il generale ha svelato ad Emilia di essere innamorato di lei, ed Emilia ha accettato la sua offerta di matrimonio. I due chiedono ad Alfredo di insistere con Bianca. Ne segue un altro colloquio dove emergono i veri sentimenti della ragazza, innamorata di Alfredo. Alfredo trova il coraggio di chiederle la mano, e lei acconsente. Alfredo, infine, dà la notizia alla cugina allibita: Emilia può sposare tranquillamente il generale, perché anche Bianca acconsente alle nozze, non con Roberto ma con lo stesso Alfredo.